# Chemsakia semicostata
Chemsakia semicostata là một loài bọ cánh cứng trong họ Cerambycidae.